# Rhytidoponera aurata
Rhytidoponera aurata är en myrart som först beskrevs av Julius Roger 1861.  Rhytidoponera aurata ingår i släktet Rhytidoponera och familjen myror. Inga underarter finns listade i Catalogue of Life.

## Bildgalleri

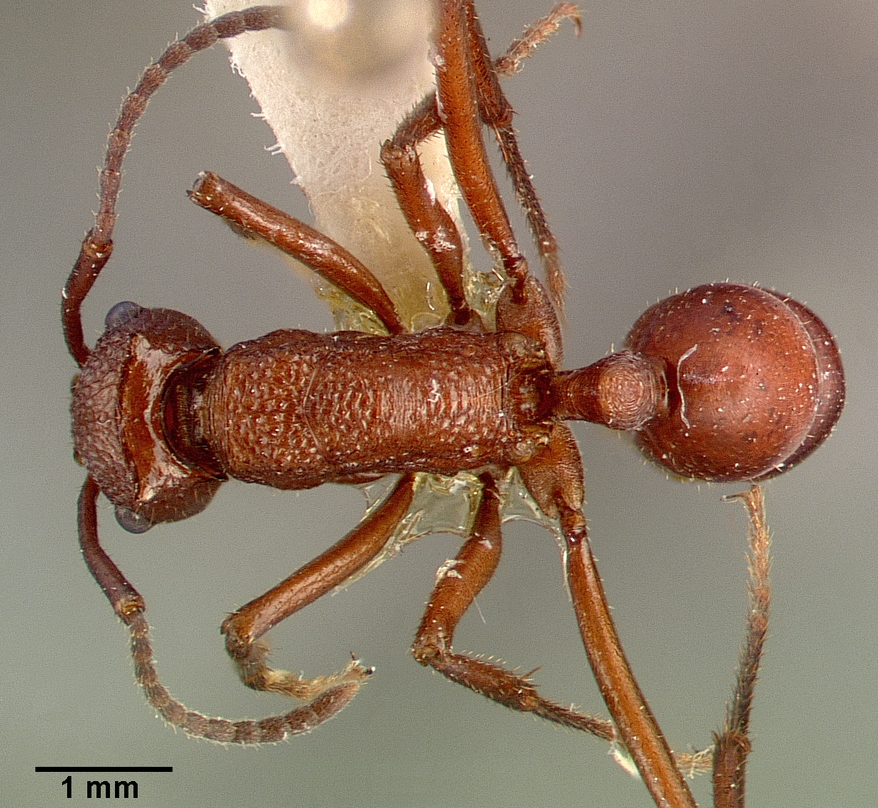
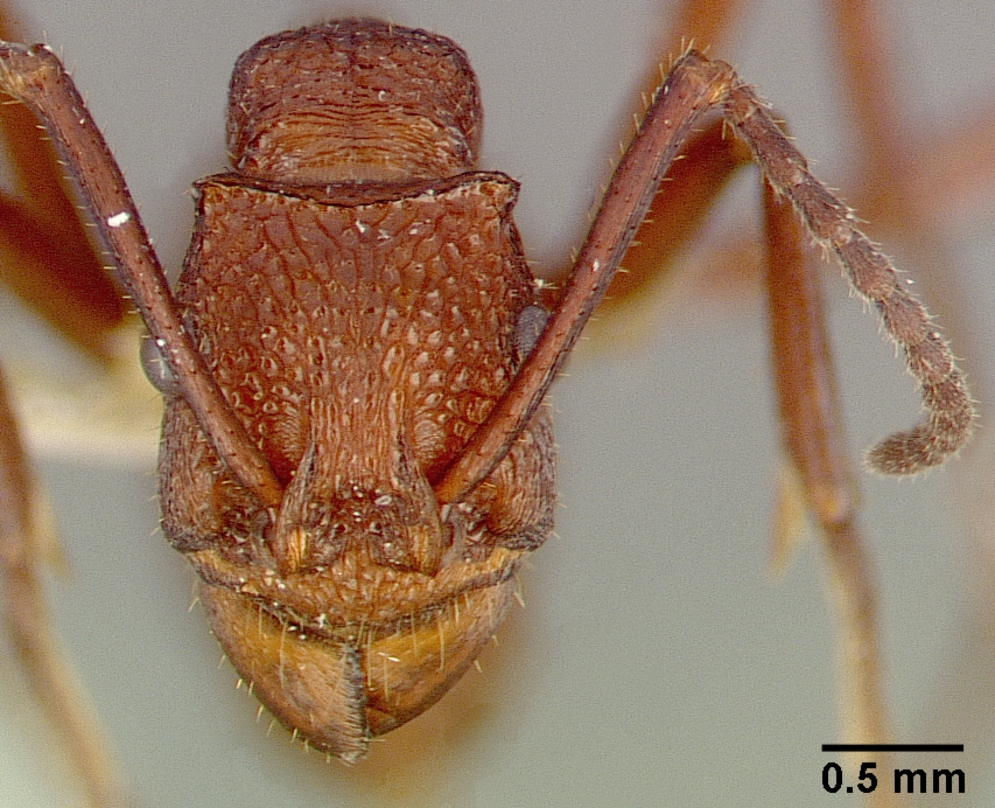
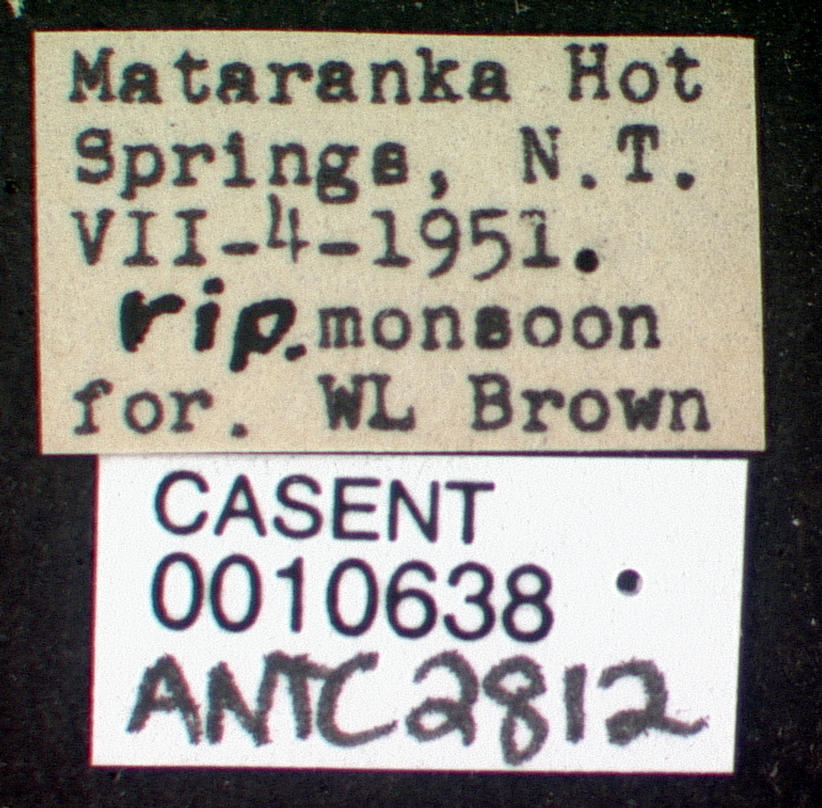
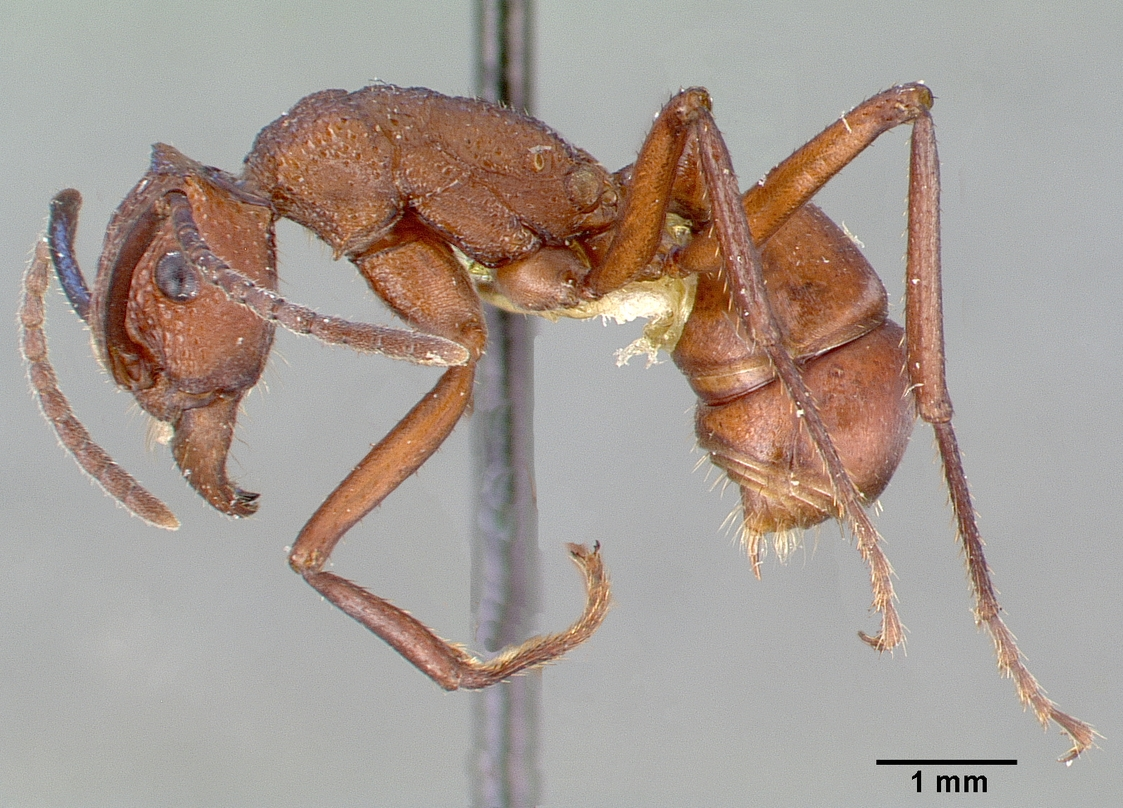